# Cóndrulo

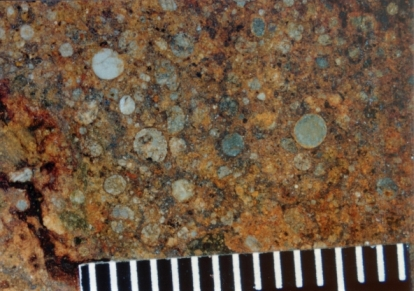
Cóndrulos de la condrita Grassland.

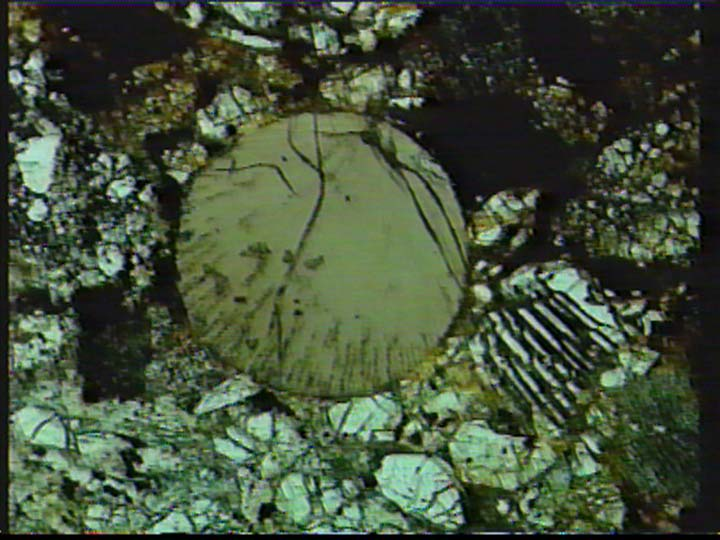
Vista de un cóndrulo al microscopio con nícoles cruzados.

Los cóndrulos son esferas submilimétricas compuestas por distintos minerales, y que suelen constituir entre el 20 % y el 80 % de un tipo de meteoritos llamados condritas. El primero en identificarlos como "glóbulos redondeados" fue Edward Howard en 1802, pero su relación con los meteoritos no se empieza a apreciar hasta 1863, cuando Henry Sorby hace descripciones microscópicas de ellos, y Gustav Rose los usa para distinguir las condritas de las acondritas.

## Origen
El origen de los cóndrulos es muy controvertido, aunque hay investigaciones que apuntan a que su formación se debió al calor generado por la onda de choque producida por una inestabilidad gravitacional en el disco protoplanetario del cual se formó Júpiter. Ese calor actuó sobre el polvo cósmico, fundiéndolo, y se formaron gotas que al solidificar formaron los cóndrulos. Son de los objetos más antiguos de nuestro sistema solar, con una edad estimada de 4570 millones de años.

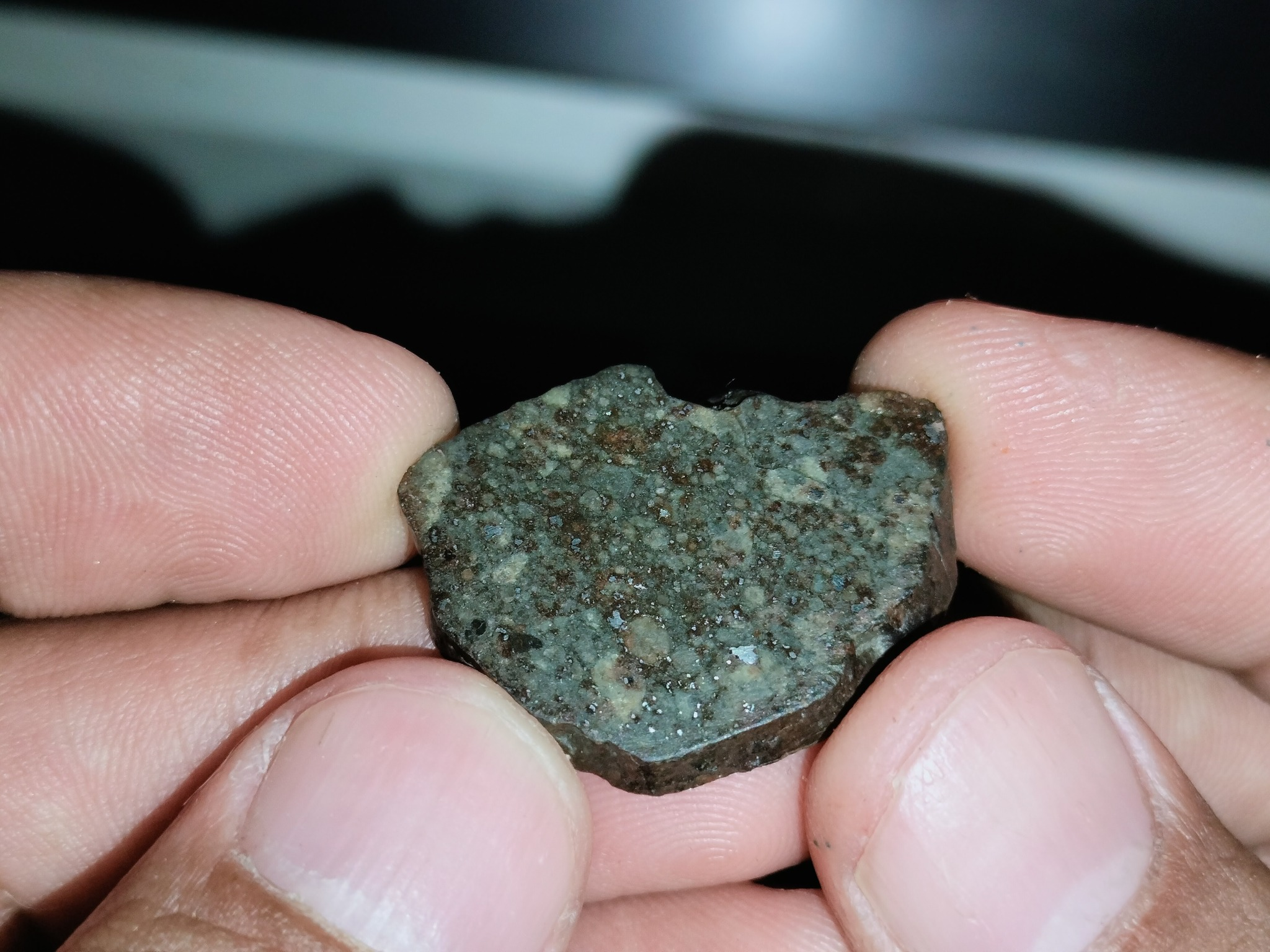
Cóndrulos en un ejemplar de la condrita NWA 869

## Cultura popular
En la novela de Dan Brown, "La Conspiración", gran parte de la trama, se desarrolla en torno a un falso meteorito con cóndrulos, dejando entrever la posible existencia de cóndrulos en rocas submarinas.